# Jan Oleszkowicz
Jan Oleszkowicz (ur. 30 września 1947 w Jeleniej Górze) – polski kompozytor i pedagog.

## Życiorys
Po ukończeniu nauki gry na skrzypcach, fortepianie i klarnecie w liceum muzycznym we Wrocławiu odbył studia kompozytorskie w PWSM w Warszawie u Grażyny Bacewicz i Andrzeja Dobrowolskiego (1971 dyplom z wyróżnieniem). W latach 1977–1980 studiował w Konserwatorium Paryskim w klasie kompozycji Oliviera Messiaena i Ivo Malca oraz w klasie muzyki elektroakustycznej Guya Reibela. W 1978 uczestniczył w kursach mistrzowskich prowadzonych przez Iannisa Xenakisa w Aix-en-Provence. W 1981 odbył staż kompozytorski w centrum muzyki komputerowej Institut de Recherche et de Coordination Acoustique/Musique (IRCAM) w Paryżu.
W 2004 uzyskał stopień doktora sztuki w zakresie kompozycji w Akademii Muzycznej we Wrocławiu, a w 2017 – stopień doktora habilitowanego w dziedzinie kompozycji i teorii muzyki na Uniwersytecie Muzycznym Fryderyka Chopina w Warszawie.
Od 1971 współpracuje z Polskim Radiem i Telewizją Polską i oraz ze Studiem Eksperymentalnym Polskiego Radia, w którym powstało wiele jego utworów z taśmą.
Od 1982 uczy improwizacji fortepianowej w Państwowej Szkole Muzycznej II st. im. J. Elsnera w Warszawie, gdzie w 1997 założył studio muzyki komputerowej, w którym prowadzi zajęcia. Wykładał nowoczesne metody nauczania improwizacji z zastosowaniem komputerów na seminariach dla pedagogów muzycznych.

## Nagrody i odznaczenia
Za osiągnięcia w dziedzinie dydaktyki muzycznej, w tym za autorskie programy nauczania, otrzymał 1996 Srebrny Krzyż Zasługi. Jest autorem m.in. książki I ty możesz improwizować (Warszawa 1997), nagrodzonej 1997 na konkursie Centrum Edukacji Artystycznej w Warszawie. Jest laureatem konkursów kompozytorskich, m.in. Konkursu Młodych ZKP (1972) za Concerto grosso, konkursów ZKP: 1984 za Trzynaście minut zaskorupiania, 1986 za III Kwartet smyczkowy, 1995 za Lux aeterna, a także Międzynarodowego Konkursu im. K. Serockiego (1987) za Embryon, międzynarod. konkursu muzyki elektronicznej w Bourges (1990) za Scontra, Międzynarodowego Konkursu Światowych Dni Muzyki w Warszawie (1991) za minioperę dziecięcą Pan Słoń, Konkursu Programu II PR (1996) za Apel oraz konkursu na mszę w Katowicach (1998) za Mszę Bogucką.

## Twórczość
Twórczość Oleszkowicza cechuje różnorodność wyrazowa: od neutralności po skrajną ekspresję. Jego język muzyczny obejmuje zarówno swobodną atonalność, politonalność, jak i neotonalność. Istotną rolę odgrywa harmonia, która wraz z elementem kolorystycznym, a niekiedy także ze środkami elektroakustycznymi, służy do kształtowania zróżnicowanego obrazu muzycznego. Olechowicz należy do kompozytorów, którym bliska jest tradycja francuska.

## Kompozycje
(na podstawie materiałów źródłowych)
|  | - Epigraf na orkiestrę smyczkową (1967) - I Kwartet smyczkowy (1969) - Stabat Mater na trzech recytatorów, flet, klarnet i róg (1971) - Pastorałki polskie na chór mieszany, recytatora i instrumenty (1971) - Concerto grosso na grupę beatową i orkiestrę symfoniczną (1972) - Kołysanka na orkiestrę kameralną (1973) - II Kwartet smyczkowy (1974) - Nike, balet (1974) - Cztery gry na fortepian (1975) - Mozaika na orkiestrę kameralną (1976) - Trzy propozycje dla jury na 7 instrumentów (1977) - Symfonia gwiazd na orkiestrę (1979) - Trans na skrzypce amplifikowane (1979) - Nr 16670 Maksymilian Kolbe in memoriam na tenor, trzech recytatorów-wokalistów i 15 instrumentów (1980) - Trzy postludia na bis na fortepian (1981) - Salve Regina na chór mieszany i organy (1981) - Spazm na taśmę (1981) - Zaśpiew na skrzypce (1981) - Kameraliki na klarnet i fortepian (1982) - Koncert skrzypcowy (1983) - Hieny na kwintet dęty blaszany (1983) - Ptak śmierci na flet i taśmę (1983) - Trzynaście minut zaskorupiania na kwintet dęty drewniany (1984) - Mare Imbrium na perkusję i taśmę (1984) - Dramma na mezzosopran i 7 instrumentów (1985) - III Kwartet smyczkowy (1986) - Embryon na orkiestrę symfoniczną (1986) - IV Kwartet smyczkowy (1987) | - Skeleton I na 10 instrumentów (1987) - Skeleton II na róg i fortepian (1988) - Duplex na fortepian (1988) - Fretillement I na flet i fortepian (1989) - Sinfonia mistica na chór mieszany i orkiestrę (1989) - Scontra na skrzypce i taśmę (1990) - Pan Słoń, miniopera dla dzieci (1991) - Skeleton III na fagot i kwartet smyczkowy (1991) - Fretillement II na kontrabas (1992) - Babel na chór mieszany (1992) - Metamorfozy kapiącego deszczu na sopran, skrzypce, perkusję i syntezator (1992) - Harmonia mundi na komputer i przetworzony głos dziecka (1992) - Śpiewy ulatującej duszy na sopran i taśmę (1993) - Hosanna na orkiestrę (1994) - Skąd to zwierzę w operze?, opera buffo dla dzieci (1994) - Impromptu na syntezator i komputer (1994) - Lux aeterna na orkiestrę (1995) - Apel na 10 głosów i 3 grupy perkusyjne (1995) - Monologi na głos chłopięcy i orkiestrę smyczkową (1995) - Droga na sopran i perkusję (1996) - Żywioł (Element) na orkiestrę (1997) - Mała modlitwa na sopran i orkiestrę (1997) - Msza Bogucka [wersja I] na głosy solowe, chór i organy (1998) - Double Concerto na flet, klarnet i orkiestrę smyczkową (1999) - Ściana płaczu na skrzypce i fortepian (1999) | - Prośba św. Kingi na mezzosopran, obój i orkiestrę smyczkową (1999) - Jurassic Music na fagot i kwartet smyczkowy (2000) - Tzigane Concert na akordeon i kwartet smyczkowy (2000) - Msza Bogucka [wersja II] na głosy solowe, chór i orkiestrę (2000) - Wariacje księżycowe na wiolonczelę i brzmienia elektroniczne (2000) - Cascade na orkiestrę symfoniczną (2002) - Full Concert na róg i orkiestrę symfoniczną (2002) - Atavi na zespół instrumentalny i warstwę elektroniczną (2003) - Concerto mexicano na klarnet i orkiestrę kameralną (2005) - Piano Concerto „Pan American” na fortepian i orkiestrę symfoniczną (2005) - Pierścienie Saturna na orkiestrę smyczkową (2006) - Jurassic Music na obój, klarnet, fagot i orkiestrę kameralną (2007) - Procesja katyńska na orkiestrę (2010) - Concertino da camera na orkiestrę (2010) - CyberSongs na orkiestrę smyczkową i brzmienia elektroniczne (2011) - Zaświat na chór mieszany (2014) - Godzinki – oratorium na 4 solistów, chór mieszany i orkiestrę (2014) - Lava na wielką orkiestrę symfoniczną (2015) - Seans terapeutyczny 2 na 4 wokalistów, puzon, fortepian, wibrafon i dzwonki (2015) - Droga – wersja na trąbkę i instrumenty perkusyjne (2016) - Seans terapeutyczny 3 na 4 wokalistów (sopran, alt, tenor, bas), puzon, fortepian i perkusję (2017) - De profundis na chór mieszany, 4 waltornie, 2 trąbki i 2 puzony (2017) |